# Camel Cup

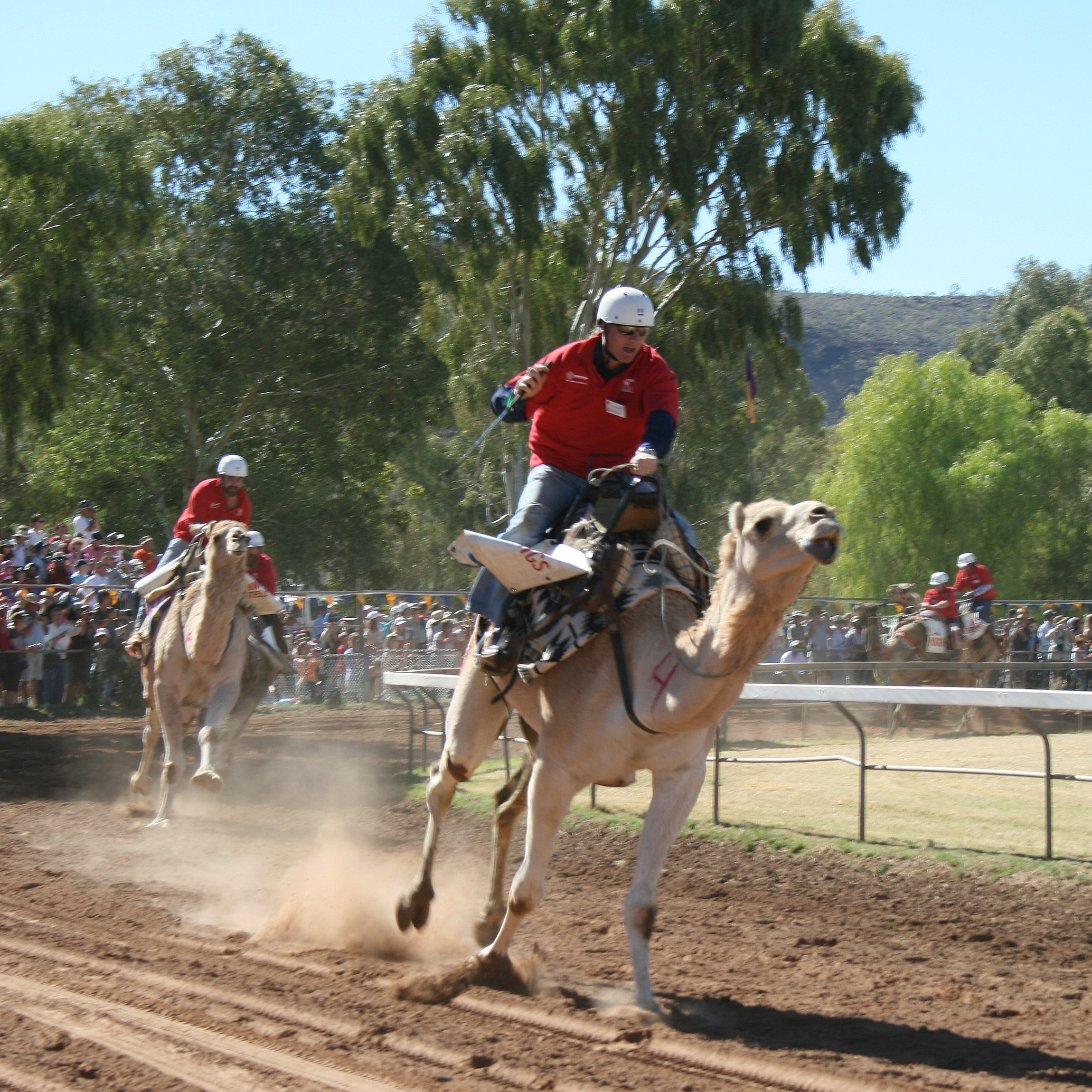
Corridas de camelo durante a Camel Cup em 2009.

O Camel Cup é um evento de corridas de camelo realizado anualmente na Austrália. A corrida normalmente ocorre no Blatherskite Park na cidade de Alice Springs, Território do Norte. O evento é organizado pela instituição Apex Club da Austrália Central.

## História
O primeiro evento foi realizado em 1970 no leito seco do rio Todd entre dois membros do Lions  Club ao sul do Território do Norte. Logo depois, tornou-se parte do calendário de comemorações do centenário de Alice Springs. A popularidade do evento foi reconhecida pela Alice Springs Lions Club, que deu início à celebração anual no Traeger Park, no entanto, devido a questões de segurança, foi transferido para o Arunga Park Speedway.